# Drosophila pictilis
Drosophila pictilis este o specie de muște din genul Drosophila, familia Drosophilidae, descrisă de Wasserman în anul 1962.
Este endemică în El Salvador. Conform Catalogue of Life specia Drosophila pictilis nu are subspecii cunoscute.